# Arthur Stewart Eve
Arthur Stewart Eve, CBE, FRS, FRSC (22. November 1862 in Silsoe, Bedfordshire – 24. März 1948 Puttenham, Surrey) war ein englischer Physiker, der in Kanada arbeitete.
Eve wurde als Sohn von John Richard Eve und Frederica Eve (geb. Somers) geboren. Er besuchte das Pembroke College in Cambridge. Er war von 1896 bis 1902 assistant master und von 1897 bis 1902 Schatzmeister am Marlborough College. 1903 ging er nach Kanada, wo er zum Lecturer an der McGill University berufen wurde. Im folgenden Jahr wurde er Assistant Professor, 1905 Associate Professor und schließlich 1912 zum Macdonald Professor ernannt. Später war er der Director of Physics.
1939 schrieb er eine Biografie seines Kollegen Ernest Rutherford, Rutherford: being the life and letters of the Rt. Hon. Lord Rutherford, O.M.
Eve wurde 1918 Commander des Order of the British Empire. 1910 wurde er Fellow der Royal Society of Canada und 1917 auch der Royal Society. Nach seiner Teilnahme am Ersten Weltkrieg wurde er im Jahr 1918 zum Oberst im Canadian Expeditionary Force befördert. Von 1929 bis 1930 war er Präsident der Royal Society of Canada.
Am 23. April 1905 heiratete Eve Elizabeth Agnes Brooks. Er hatte einen Sohn und zwei Töchter.